# Paul Valéry
Ambroise-Paul-Toussaint-Jules Valéry (30 tháng 10 năm 1871 – 20 tháng 7 năm 1945) là một nhà thơ, triết gia, nhà văn Pháp, giáo sư Thi ca học tại Collège de France. Ông cũng quan tâm và viết nhiều tiểu luận về nghệ thuật, lịch sử, âm nhạc và thời sự. Ông là đại diện lớn cuối cùng của chủ nghĩa tượng trưng Pháp. Sau khi được bầu vào Viện Hàn lâm Pháp năm 1925, ông trở nên nổi bật và thường xuyên phát biểu trước công chúng các nước châu Âu, từng có thời làm đại diện về văn hóa của Pháp tại Hội Quốc Liên.

## Danh sách tác phẩm chọn lọc
- Introduction à la méthode de Léonard de Vinci (1895)
- La soirée avec monsieur Teste (1896)
- La Jeune Parque (1917)
- Album des vers anciens (1920)
- Charmes (1922)
- Variétés I (1924)
- Variétés II (1930)
- Regards sur le monde actuel. (1931)
- Variétés III (1936)
- Variétes IV (1938)
- Mauvaises pensées et autres (1942)
- Tel quel (1943)
- Variétes V (1944)
- Vues (1948)
- Œuvres I (1957), édition établie et annotée par Jean Hytier, Bibliothèque de la Pléiade / nrf Gallimard
- Œuvres II (1960), édition établie et annotée par Jean Hytier, Bibliothèque de la Pléiade / nrf Gallimard
- Prose et Vers (1968)
- Cahiers I (1973), édition établie, présentée et annotée par Judith Robinson-Valéry, Bibliothèque de la Pléiade / nrf Gallimard
- Cahiers II (1974), édition établie, présentée et annotée par Judith Robinson-Valéry, Bibliothèque de la Pléiade / nrf Gallimard
- Cahiers (1894–1914) (1987), édition publiée sous la direction de Nicole Celeyrette-Pietri et Judith Robinson-Valéry avec la collaboration de Jean Celeyrette, Maria Teresa Giaveri, Paul Gifford, Jeannine Jallat, Bernard Lacorre, Huguette Laurenti, Florence de Lussy, Robert Pickering, Régine Pietra et Jürgen Schmidt-Radefeldt, tomes I-IX, Collection blanche, Gallimard